# São Tiago em Augusta (título cardinalício)
O título cardinalício de São Tiago em Augusta foi instituido pelo Papa Francisco em 22 de fevereiro de 2014. Sua igreja titular é San Giacomo in Augusta. 

## Titulares
- Chibly Langlois (2014-presente)